# Hugo Fortes
Hugo Fernando Salinas Fortes Júnior, conhecido pelo nome artístico Hugo Fortes (Araraquara, 27 novembro de 1968), é um artista visual brasileiro, curador, designer gráfico e professor universitário. Em sua produção aborda as relações entre arte e natureza.

## Formação
Formou-se em Publicidade e propaganda pela Escola de Comunicações e Artes (ECA) da Universidade de São Paulo (USP) em 1989. Na mesma universidade, sob orientação de Ivan Santo Barbosa concluiu, em 2000, o mestrado em Ciências da Comunicação com a dissertação Peças gráficas publicitárias não convencionais: conquistas estéticas da contemporaneidade, em que investigou as relações entre arte e design, analisando peças gráficas não-convencionais e traçando paralelo entre estas e certas obras de arte contemporânea, como as de Lygia Clark e Hélio Oiticica.
Em 2006, concluiu doutorado em Artes visuais na ECA-USP, com intercâmbio na Universität der Künste Berlin, Alemanha, orientado por Donato Ferrari e co-orientado por Andreas Haus (Alemanha), defendendo a tese Poéticas líquidas: a água na arte contemporânea, considerada pela CAPES a melhor tese, em nível nacional, do ano de 2007 na categoria Artes.
Em 2010, pela Faculdade de Arquitetura e Urbanismo da Universidade de São Paulo (FAU-USP) e sob supervisão de Agnaldo Farias, realizou pesquisa de pós-doutorado em torno das interações entre natureza e ciência na arte contemporânea.
Defendeu em 2016, na ECA-USP, sua tese de livre-docência intitulada Sobrevoos entre homens, animais, espaços e tempos: pensamentos sobre arte e natureza.

## Carreira
Professor nas áreas de Artes e Propaganda desde 1996, lecionou no Colégio Radial, na Universidade Anhembi Morumbi e no Centro Universitário Belas Artes de São Paulo. Atua desde 2008 como docente no Departamento de Relações Públicas, Propaganda e Turismo (CRP) da ECA-USP e desde 2009 é orientador no Programa de Pós-graduação em Artes Visuais da ECA-USP. Na graduação ministra disciplinas nos cursos de Design da FAU-USP e de Relações Públicas da ECA-USP.
Como artista participa de exposições individuais e coletivas desde 1994, sendo que seu trabalho já foi apresentado em mais de 15 países, em instituições como George Kolbe Museum (Berlim), Paço das Artes (São Paulo), Centro Cultural Recoleta (Argentina) e Assam State Museum (Índia), dentre outras. 

Sua participação na III Bienal del Fin del Mundo, realizada no ano de 2011 em Ushuaia, Argentina, mobilizou o artista para outras incursões em torno das relações entre arte e natureza. No seu trajeto em meio a Patagônia o artista observou que:

[...] as belezas naturais, como o final da Cordilheira dos Andes, que se vê ao redor da cidade, o mar e a paisagem de cores incríveis, a vegetação diferente e bela e a possibilidade de ver animais tão especiais em seu ambiente natural, se revelaram muito mais emocionantes do que qualquer exposição artística.
Hugo Fortes também participou da exposição coletiva From Cosmology to Neurology and Back Again, realizada em 2012 na Whitespace Gallery, EUA, com o vídeo Evolutions in Three Lessons, no qual alude ao percurso migratório de Charles Darwin e suas consequências para povos indígenas de territórios colonizados. A partir da pergunta "Quem são os selvagens?", em meio a imagens de alguns animais presos numa ilha, o artista aborda a superlotação de territórios, as perdas de habitat e a subsequente necessidade de migrar. Pouso para pensamentos e pássaros, exposição individual realizada no Centro Cultural São Paulo, em 2016, foi inspirada na obra Pássaros, de Vilém Flusser. Nela, Fortes trouxe fotografias, instalações e vídeos em torno do tema voo para provocar discussões acerca das relações entre cultura e natureza e das percepções sobre o desejo humano de voar.
Em 1999, junto a outros artistas criou o grupo Todos cuja proposta era discutir questões ligadas à arte contemporânea, tendo realizado algumas exposições em conjunto. O grupo durou cerca de três anos.
Como curador organizou, em 2009, a Mostravídeo Itaú Cultural , em 2010 a exposição Urbi et Orbi, no Paço das Artes  e também a mostra Poéticas Líquidas, no ECOCINE SABESP. Já em 2011 foi curador da exposição Arte e Natureza, no Instituto Goethe, dentre outras. É também organizador do Seminário Internacional Arte e Natureza em São Paulo, considerado um evento de referência nas discussões sobre arte e natureza no Brasil.
Com Marcos Martins, professor da Universidade Federal do Espírito Santo (UfES), coordena o grupo de pesquisa Imaginatur: Imagens da Natureza integrado por artistas professores, pesquisadores e estudantes de diversas universidades brasileiras interessados no estudo das relações entre arte e natureza. 
Hugo Fortes também atua como designer gráfico desde 1989. Trabalhou no escritório Acquamundi Comunicações & Design, de sua propriedade, que funcionou até 2004.
É casado com a artista Síssi Fonseca, companheira na criação artística e com quem Hugo Fortes apresenta o seu trabalho no Brasil e no exterior.

## Relações entre Arte e Natureza
Sua produção artística, centrada em temas relativos à arte contemporânea, transita por mídias e suportes variados, compreendendo instalações, videos, performances e fotografias. Abordando sobretudo as temáticas natureza e ciência, seu trabalho traz questões em torno da paisagem; da relação do ser humano com o espaço em contextos geográficos, históricos, socio-políticos e ecológicos; da relação do ser humano com os demais animais, tratando todos como espécies companheiras e dotadas de subjetividade. Hugo Fortes se apropria da Arte como dispositivo poético de comunicação e promoção de reflexões sobre os impactos causados pelos seres humanos no meio-ambiente, capaz de contribuir ao aprofundamento da consciência humana em torno do respeito ao meio ambiente.
O contato com a floresta Amazônica em 2018, por meio do Programa de Imersão Artística na Amazônia Labverd, está presente em obras como o vídeo Amazonia Insomnia, que busca transmitir a sensação de maravilhamento que o artista experimentou em meio à multiplicidade e grandiosidade da floresta.
 

O artista desenvolveu um pensamento poético sobre imagens de biomas, com o qual busca contribuir à sensibilização e conscientização das populações em torno da importância da preservação do meio ambiente. Para ele:
A arte pode conscientizar através da sensibilização e do envolvimento afetivo, e não só a partir de dados racionais, frios e distantes.   

## Obras
A seguir, informações sobre algumas obras do artista:
| Obra                    | descrição                                 | criador     | Data de criação | Assuntos                            | Técnica    | Imagem | item       |
| ----------------------- | ----------------------------------------- | ----------- | --------------- | ----------------------------------- | ---------- | ------ | ---------- |
| Amazonia Insomnia       | videoarte de Hugo Fortes                  | Hugo Fortes | 2018            | Amazônia Água natureza              |            |        | Q107425375 |
| Chattahoochee           | instalação artística de Hugo Fortes       | Hugo Fortes | 2014            | Rio Chattahoochee site-specific art | instalação |        | Q107424513 |
| Florestas do isolamento | série de pinturas de Hugo Fortes          | Hugo Fortes | 2020            | floresta Amazônia                   | pintura    |        | Q107345100 |
| Manuais de Voo          | série de livros de artista de Hugo Fortes | Hugo Fortes | 2016            | ave                                 |            |        | Q107425558 |

∑ 4 items.

## Prêmios
- 2007 - Prêmio CAPES de Tese, pela tese Poéticas líquidas: a água na arte contemporânea, sob orientação de Donato Ferrari e co-orientação de Andreas Haus.[7]
- 1998 - Prêmio Nascente, com a instalação Poço.[2]